# 胡贊
胡贊（1433年—？），字克襄，浙江紹興府餘姚縣人，興州中屯衛籍。明朝政治人物。進士出身。

## 生平
順天府鄉試第十五名。成化五年（1469年）乙丑科會試第一百八十八名，殿試登進士第二甲第五十八名。

## 家族
曾祖胡思敏。祖父胡閏初。父亲胡寬，曾任封刑部主事。